# Хоккейный Евротур 2018/2019
Хоккейный Евротур 2018/2019 — 23 хоккейный турнир, прошедший в Финляндии, России, Швеции и Чехии. Турнир включает в себя Кубок Карьяла, прошедший в Финляндии, Кубок Первого канала, прошедший в России, Хоккейные игры Beijer, прошедшие в Швеции и Хоккейные игры Carlson, прошедшие в Чехии.

## Арены
| Арена                    | Город           | Вместимость | Зрители | Средняя посещаемость | Матчи |
| ------------------------ | --------------- | ----------- | ------- | -------------------- | ----- |
| Газпром Арена            | Санкт-Петербург | 71381       | 71381   | 71381                | 1     |
| Типспорт Арена           | Прага           | 13 150      | 9 723   | 9 723                | 1     |
| ЦСКА Арена               | Москва          | 12 680      | 17 786  | 4447                 | 4     |
| Хартвалл-арена           | Хельсинки       | 13 464      | 23 954  | 4791                 | 5     |
| Арена-2000               | Ярославль       | 9071        | 9046    | 9046                 | 1     |
| Ховет                    | Стокгольм       | 9000        | 25927   | 5185                 | 5     |
| Ледовый дворец (Тампере) | Тампере         | 7800        | 6299    | 6299                 | 1     |

## Турниры

### Кубок Карьяла
Игры на Кубок Карьяла прошли с 8 по 11 ноября 2018 года. Турнир прошёл в Финляндии. Также один вынесенный матч прошёл в Чехии.

#### Турнирная таблица
| Поз | Команда   | И | В | Н | П | ШЗ | ШП | РШ | О | Квалификация               |
| --- | --------- | - | - | - | - | -- | -- | -- | - | -------------------------- |
| 1   | Россия    | 3 | 2 | 0 | 1 | 9  | 6  | +3 | 6 | Победитель Еврохоккей тура |
| 2   | Финляндия | 3 | 2 | 0 | 1 | 6  | 3  | +3 | 6 |                            |
| 3   | Чехия     | 3 | 1 | 0 | 2 | 7  | 8  | −1 | 3 |                            |
| 4   | Швеция    | 2 | 1 | 0 | 1 | 4  | 9  | −5 | 3 |                            |

Начало матчей указано по центральноевропейскому времени (UTC+1:00)

#### Матчи турнира
| 8 ноября 2018 18:30 | Россия | 3 : 0 (2:0, 1:0, 0:0) | Финляндия | «Хартвалл-арена», Хельсинки Зрителей: 9052 |

| Отчёт | Отчёт                      | Отчёт   | Отчёт                     | Отчёт |
| --- | -------------------------- | ------- | ------------------------- | ----- |
| |                            |         |                           |       |
| | Илья Сорокин — 00:00-60:00 | Вратари | 00:00-57:26 — Юха Метсола |       |
| | Голы:                      |         |                           |       |
| Михаил Григоренко (А. Локтионов) — 04:08 Никита Нестеров (М. Григоренко, К. Капризов) (бол.) — 11:15 Андрей Педан (И. Телегин, Е. Кетов) — 34:40 | 1:0 2:0 3:0                |         |                           |       |
| |                            |         |                           |       |
| |                            |         |                           |       |
| |                            |         |                           |       |
| 10 мин | Штраф                      | 6 мин   |                           |       |
| |                            |         |                           |       |
| | 21                         | Броски  | 28                        |       |

| 8 ноября 2018 19:20 | Чехия | 2 : 3 (1:1, 1:2, 0:0) | Швеция | «Типспорт Арена», Прага Зрителей: 9723 |

| Отчёт                                                | Отчёт                     | Отчёт | Отчёт                       | Отчёт |
| ---------------------------------------------------- | ------------------------- | --- | --------------------------- | ----- |
|                                                      |                           | |                             |       |
|                                                      | Якуб Коварж — 00:00-58:23 | Вратари | 00:00-60:00 — Ларс Юханссон |       |
|                                                      | Голы:                     | |                             |       |
| Петр Заморски (Д. Кубалик) — 10:31 Ян Коларж — 34:00 | 0:1 :1 1:2 1:3 2:3        | Якоб Лилья (Э. Ларссон) — 08:03 Ник Сёренсен (Л. Бенгтссон, М. Викстранд) — 28:41 Йонатан Давидссон (Ю. Нюгорд) — 32:44 |                             |       |
|                                                      |                           | |                             |       |
|                                                      |                           | |                             |       |
|                                                      |                           | |                             |       |
| 10 мин                                               | Штраф                     | 8 мин |                             |       |
|                                                      |                           | |                             |       |
|                                                      | 28                        | Броски | 27                          |       |

| 10 ноября 2018 13:00 | Швеция | 1 : 4 (0:0, 0:2, 1:2) | Россия | «Хартвалл-арена», Хельсинки Зрителей: 3552 |

| Отчёт                                                | Отчёт                                                         | Отчёт | Отчёт                         | Отчёт |
| ---------------------------------------------------- | ------------------------------------------------------------- | --- | ----------------------------- | ----- |
|                                                      |                                                               | |                               |       |
|                                                      | Магнус Хелльберг — 00:00-56:34 Магнус Хелльберг — 58:11-60:00 | Вратари | 00:00-60:00 — Игорь Шестёркин |       |
|                                                      | Голы:                                                         | |                               |       |
| Якоб Лилья (Л. Бенгтссон, Й. Перссон) (бол.) — 45:18 | 0:1 0:2 1:2 1:3 1:4                                           | Андрей Кузьменко (А. Барабанов, Д. Хафизуллин) — 30:48 Евгений Кетов (мен.) — 38:40 Андрей Кузьменко (А. Бывальцев, М. Шалунов) (бол.) — 50:04 Андрей Локтионов (И. Телегин, А. Бывальцев) (п.в.) — 58:11 |                               |       |
|                                                      |                                                               | |                               |       |
|                                                      |                                                               | |                               |       |
|                                                      |                                                               | |                               |       |
| 12 мин                                               | Штраф                                                         | 12 мин |                               |       |
|                                                      |                                                               | |                               |       |
|                                                      | 31                                                            | Броски | 32                            |       |

| 10 ноября 2018 17:30 | Финляндия | 3 : 0 (1:0, 2:0, 0:0) | Чехия | «Хартвалл-арена», Хельсинки Зрителей: 11 350 |

| Отчёт | Отчёт                           | Отчёт   | Отчёт                         | Отчёт |
| --- | ------------------------------- | ------- | ----------------------------- | ----- |
| |                                 |         |                               |       |
| | Вейни Вехвиляйнен — 00:00-60:00 | Вратари | 00:00-60:00 — Патрик Бартошак |       |
| | Голы:                           |         |                               |       |
| Артту Руотсалайнен (Х. Песонен, Т. Кивихалме) — 12:24 Й. Няттинен (Х. Песонен) — 26:28 Сакари Маннинен — 32:16 | 1:0 2:0 3:0                     |         |                               |       |
| |                                 |         |                               |       |
| |                                 |         |                               |       |
| |                                 |         |                               |       |
| 6 мин | Штраф                           | 6 мин   |                               |       |
| |                                 |         |                               |       |
| | 26                              | Броски  | 18                            |       |

| 11 ноября 2018 13:30 | Чехия | 5 : 2 (1:2, 2:0, 2:0) | Россия | «Хартвалл-арена», Хельсинки Зрителей: 3020 |

| Отчёт  | Отчёт | Отчёт | Отчёт | Отчёт |
| ------ | ----- | ----- | ----- | ----- |
|        |       |       |       |       |
|        |       |       |       |       |
|        |       |       |       |       |
|        |       |       |       |       |
|        |       |       |       |       |
|        |       |       |       |       |
|        |       |       |       |       |
| 24 мин | Штраф | 4 мин |       |       |
|        |       |       |       |       |
|        |       |       |       |       |

| 11 ноября 2018 17:30 | Финляндия | 3 : 0 (1:0, 1:0, 1:0) | Швеция | «Хартвалл-арена», Хельсинки Зрителей: 12 089 |

| Отчёт  | Отчёт | Отчёт  | Отчёт | Отчёт |
| ------ | ----- | ------ | ----- | ----- |
|        |       |        |       |       |
|        |       |        |       |       |
|        |       |        |       |       |
|        |       |        |       |       |
|        |       |        |       |       |
|        |       |        |       |       |
|        |       |        |       |       |
| 20 мин | Штраф | 10 мин |       |       |
|        |       |        |       |       |
|        |       |        |       |       |

### Кубок Первого канала
Игры на Кубок Первого канала в этом сезоне прошли с 13 по 16 декабря 2018 года. Турнир прошёл в России в Москве и один матч в Санкт-Петербурге , также один вынесенный матч прошёл в Тампере.

#### Турнирная таблица
| М | Сборная   | И | В | ВО | ПО | П | ШЗ | ШП | РШ  | О |
| - | --------- | - | - | -- | -- | - | -- | -- | --- | - |
| 1 | Россия    | 3 | 2 | 1  | 0  | 0 | 15 | 4  | +11 | 8 |
| 2 | Финляндия | 3 | 1 | 0  | 1  | 1 | 6  | 11 | -5  | 4 |
| 3 | Швеция    | 3 | 1 | 0  | 1  | 1 | 7  | 8  | -1  | 4 |
| 4 | Чехия     | 3 | 0 | 1  | 0  | 2 | 8  | 13 | -5  | 2 |

#### Матчи турнира
| 13 декабря 2018 18:45 | Россия | 3 : 2 (Б) ( 0:1, 0:1, 2:0)(ОТ)(0:0)(Б)(1:0) | Швеция | «ЦСКА Арена», Москва Зрителей: 11 790 |

| Отчёт | Отчёт | Отчёт | Отчёт | Отчёт |
| ----- | ----- | ----- | ----- | ----- |
|       |       |       |       |       |
|       |       |       |       |       |
|       |       |       |       |       |
|       |       |       |       |       |
|       |       |       |       |       |
|       |       |       |       |       |
|       |       |       |       |       |
|       |       |       |       |       |
|       |       |       |       |       |

| 13 декабря 2018 19:45 | Финляндия | 3 : 4 (Б) (1:0, 2:0, 0:3)(ОТ)(0:0)(Б)(1:2) | Чехия | «Ледовый дворец», Тампере Зрителей: 6299 |

| Отчёт | Отчёт | Отчёт | Отчёт | Отчёт |
| ----- | ----- | ----- | ----- | ----- |
|       |       |       |       |       |
|       |       |       |       |       |
|       |       |       |       |       |
|       |       |       |       |       |
|       |       |       |       |       |
|       |       |       |       |       |
|       |       |       |       |       |
|       |       |       |       |       |
|       |       |       |       |       |

| 15 декабря 2018 11:30 | Финляндия | 3 : 2 (0:1, 1:1, 2:0) | Швеция | «ЦСКА Арена», Москва Зрителей: 8873 |

| Отчёт | Отчёт | Отчёт | Отчёт | Отчёт |
| ----- | ----- | ----- | ----- | ----- |
|       |       |       |       |       |
|       |       |       |       |       |
|       |       |       |       |       |
|       |       |       |       |       |
|       |       |       |       |       |
|       |       |       |       |       |
|       |       |       |       |       |
|       |       |       |       |       |
|       |       |       |       |       |

| 15 декабря 2018 15:45 | Россия | 7 : 2 (2:1, 3:0, 2:1) | Чехия | «ЦСКА Арена», Москва Зрителей: 12 491 |

| Отчёт | Отчёт | Отчёт | Отчёт | Отчёт |
| ----- | ----- | ----- | ----- | ----- |
|       |       |       |       |       |
|       |       |       |       |       |
|       |       |       |       |       |
|       |       |       |       |       |
|       |       |       |       |       |
|       |       |       |       |       |
|       |       |       |       |       |
|       |       |       |       |       |
|       |       |       |       |       |

| 16 декабря 2018 14:00 | Чехия | 2 : 3 (1:0, 1:2, 0:1) | Швеция | «ЦСКА Арена», Москва Зрителей: 8913 |

| Отчёт | Отчёт | Отчёт | Отчёт | Отчёт |
| ----- | ----- | ----- | ----- | ----- |
|       |       |       |       |       |
|       |       |       |       |       |
|       |       |       |       |       |
|       |       |       |       |       |
|       |       |       |       |       |
|       |       |       |       |       |
|       |       |       |       |       |
|       |       |       |       |       |
|       |       |       |       |       |

| 16 декабря 2018 17:00 | Россия | 5 : 0 (1:0, 3:0, 1:0) | Финляндия | «Санкт-Петербург», Санкт-Петербург Зрителей: 71 831 |

| Отчёт | Отчёт | Отчёт | Отчёт | Отчёт |
| ----- | ----- | ----- | ----- | ----- |
|       |       |       |       |       |
|       |       |       |       |       |
|       |       |       |       |       |
|       |       |       |       |       |
|       |       |       |       |       |
|       |       |       |       |       |
|       |       |       |       |       |
|       |       |       |       |       |
|       |       |       |       |       |

### Хоккейные игры Beijer
Игры этапа проходят с 7 по 10 февраля 2019 года. Турнир прошёл в Швеции в Стокгольме. 7 февраля состоялся вынесенный матч между сборными России и Финляндии, который прошёл в Ярославле.

#### Турнирная таблица
| М | Сборная   | И | В | ВО | ПО | П | ШЗ | ШП | РШ | О |
| - | --------- | - | - | -- | -- | - | -- | -- | -- | - |
| 1 | Чехия     | 3 | 2 | 0  | 0  | 1 | 9  | 6  | +3 | 6 |
| 2 | Россия    | 3 | 1 | 1  | 0  | 1 | 8  | 7  | +1 | 5 |
| 3 | Швеция    | 3 | 1 | 0  | 1  | 1 | 10 | 12 | -2 | 4 |
| 4 | Финляндия | 3 | 0 | 1  | 1  | 1 | 8  | 10 | -2 | 3 |

#### Матчи турнира
| 7 февраля 2019 19:30 | Россия | 3 : 2 (Б) (1:1, 0:0, 1:1, 1:0) | Финляндия | Арена 2000, (Ярославль) Зрителей: 9046 |

| Отчёт                                                         | Отчёт                       | Отчёт                                         | Отчёт                                                        | Отчёт                                  |
| ------------------------------------------------------------- | --------------------------- | --------------------------------------------- | ------------------------------------------------------------ | -------------------------------------- |
|                                                               |                             |                                               |                                                              |                                        |
|                                                               | 00:00-65:00 Илья Коновалов  | Вратари                                       | 00:00-58:39 Вейни Вехвиляйнент 59:52-65:00 Вейни Вехвиляйнен | Судьи: Владимир Пешина Ольдржих Гейдук |
|                                                               | Голы:                       |                                               |                                                              | Судьи: Владимир Пешина Ольдржих Гейдук |
| 04:06 Илья Михеев 44:05 Илья Михеев 65:00 Дмитрий Кагарлицкий | 0 : 1 : 1 2 : 1 2 : 2 3 : 2 | 00:28 Нико Оямяки 59:52 Микко Лехтонен (бол.) |                                                              | Судьи: Владимир Пешина Ольдржих Гейдук |
|                                                               |                             |                                               |                                                              | Судьи: Владимир Пешина Ольдржих Гейдук |
|                                                               |                             |                                               |                                                              | Судьи: Владимир Пешина Ольдржих Гейдук |
|                                                               |                             |                                               |                                                              | Судьи: Владимир Пешина Ольдржих Гейдук |
| 8 мин                                                         | Штраф                       | 8 мин                                         |                                                              | Судьи: Владимир Пешина Ольдржих Гейдук |
|                                                               |                             |                                               |                                                              |                                        |
|                                                               | 30                          | Броски                                        | 23                                                           |                                        |

| 7 февраля 2019 21:00 | Чехия | 5 : 2 (0:1, 2:0, 3:1) | Швеция | Ховет, (Стокгольм, Швеция) Зрителей: 6800 |

| Отчёт | Отчёт                                   | Отчёт                                               | Отчёт                                               | Отчёт                              |
| --- | --------------------------------------- | --------------------------------------------------- | --------------------------------------------------- | ---------------------------------- |
| |                                         |                                                     |                                                     |                                    |
| | 00:00-60:00 Шимон Грубец                | Вратари                                             | 00:00-55:59 Магнус Хелльберг 57:33 Магнус Хелльберг | Судьи: Йоонас Кова Кристиан Викман |
| | Голы:                                   |                                                     |                                                     | Судьи: Йоонас Кова Кристиан Викман |
| 27:10 Марек Квапил (бол.) 36:33 Ян Коварж (бол.) 46:44 Ян Коварж 50:59 Ян Коварж (бол.) 57:33 Иржи Секач (en) | 0 : 1 : 1 2 : 1 3 : 1 4 : 1 5 : 1 5 : 2 | 02:25 Эмиль Бемстрём (мен.) 58:02 Йонатан Давидссон |                                                     | Судьи: Йоонас Кова Кристиан Викман |
| |                                         |                                                     |                                                     | Судьи: Йоонас Кова Кристиан Викман |
| |                                         |                                                     |                                                     | Судьи: Йоонас Кова Кристиан Викман |
| |                                         |                                                     |                                                     | Судьи: Йоонас Кова Кристиан Викман |
| 10 мин | Штраф                                   | 33 мин                                              |                                                     | Судьи: Йоонас Кова Кристиан Викман |
| |                                         |                                                     |                                                     |                                    |
| | 24                                      | Броски                                              | 20                                                  |                                    |

| 9 февраля 2019 14:00 | Финляндия | 1 : 3 (0:0,0:2,1:1) | Чехия | Ховет, (Стокгольм, Швеция) Зрителей: 1891 |

| Отчёт                    | Отчёт                       | Отчёт                                                               | Отчёт                  | Отчёт                                |
| ------------------------ | --------------------------- | ------------------------------------------------------------------- | ---------------------- | ------------------------------------ |
|                          |                             |                                                                     |                        |                                      |
|                          | 00:00-55:39 Расмус Тирронен | Вратари                                                             | 00:00-60:00 Роман Уилл | Судьи: Кристоффер Хольм Микаэль Норд |
|                          | Голы:                       |                                                                     |                        | Судьи: Кристоффер Хольм Микаэль Норд |
| 48:00 Вилле Покка (бол.) | 0:1 0:2 0:3 1:3             | 29:56 Иржи Секач 33:59 Гинек Зогорна (бол.) 45:12 Иржи Секач (мен.) |                        | Судьи: Кристоффер Хольм Микаэль Норд |
|                          |                             |                                                                     |                        | Судьи: Кристоффер Хольм Микаэль Норд |
|                          |                             |                                                                     |                        | Судьи: Кристоффер Хольм Микаэль Норд |
|                          |                             |                                                                     |                        | Судьи: Кристоффер Хольм Микаэль Норд |
| 8 мин                    | Штраф                       | 33 мин                                                              |                        | Судьи: Кристоффер Хольм Микаэль Норд |
|                          |                             |                                                                     |                        |                                      |
|                          | 18                          | Броски                                                              | 22                     |                                      |

| 9 февраля 2019 17:30 | Швеция | 4 : 2 (0:0,2:0,2:2) | Россия | Ховет, (Стокгольм, Швеция) Зрителей: 7720 |

| Отчёт                                                                                          | Отчёт                      | Отчёт                                                   | Отчёт                                             | Отчёт                              |
| ---------------------------------------------------------------------------------------------- | -------------------------- | ------------------------------------------------------- | ------------------------------------------------- | ---------------------------------- |
|                                                                                                |                            |                                                         |                                                   |                                    |
|                                                                                                | 00:00-60:00 Адам Рейдеборн | Вратари                                                 | 00:00-57:45 Игорь Бобков 59:48-60:00 Игорь Бобков | Судьи: Йоонас Кова Кристиан Викман |
|                                                                                                | Голы:                      |                                                         |                                                   | Судьи: Йоонас Кова Кристиан Викман |
| 22:42 Микаэль Линдквист 31:38 Эмиль Ларссон 52:37 Исак Лундестрём 59:48 Фредрик Хендемарк (en) | 1:0 2:0 2:1 2:2 3:2 4:2    | 40:25 Анатолий Никонцев (бол.) 50:02 Илья Михеев (мен.) |                                                   | Судьи: Йоонас Кова Кристиан Викман |
|                                                                                                |                            |                                                         |                                                   | Судьи: Йоонас Кова Кристиан Викман |
|                                                                                                |                            |                                                         |                                                   | Судьи: Йоонас Кова Кристиан Викман |
|                                                                                                |                            |                                                         |                                                   | Судьи: Йоонас Кова Кристиан Викман |
| 12 мин                                                                                         | Штраф                      | 8 мин                                                   |                                                   | Судьи: Йоонас Кова Кристиан Викман |
|                                                                                                |                            |                                                         |                                                   |                                    |
|                                                                                                | 25                         | Броски                                                  | 34                                                |                                    |

| 10 февраля 2019 14:00 | Россия | 3 : 1 (0:0,2:1,1:0) | Чехия | Ховет, (Стокгольм, Швеция) Зрителей: 1732 |

| Отчёт                                                                  | Отчёт                      | Отчёт               | Отчёт                    | Отчёт                            |
| ---------------------------------------------------------------------- | -------------------------- | ------------------- | ------------------------ | -------------------------------- |
|                                                                        |                            |                     |                          |                                  |
|                                                                        | 00:00-60:00 Илья Коновалов | Вратари             | 00:00-59:43 Шимон Грубец | Судьи: Микаэль Норд Маркус Линде |
|                                                                        | Голы:                      |                     |                          | Судьи: Микаэль Норд Маркус Линде |
| 34:53 Андрей Кузьменко 39:01 Андрей Кузьменко 53:52 Александр Кадейкин | 0:1 :1 2:1 3:1             | 28:44 Томаш Зогорна |                          | Судьи: Микаэль Норд Маркус Линде |
|                                                                        |                            |                     |                          | Судьи: Микаэль Норд Маркус Линде |
|                                                                        |                            |                     |                          | Судьи: Микаэль Норд Маркус Линде |
|                                                                        |                            |                     |                          | Судьи: Микаэль Норд Маркус Линде |
| 6 мин                                                                  | Штраф                      | 8 мин               |                          | Судьи: Микаэль Норд Маркус Линде |
|                                                                        |                            |                     |                          |                                  |
|                                                                        | 25                         | Броски              | 13                       |                                  |

| 10 февраля 2019 17:30 | Швеция | 4 : 5 (Б) (1:0, 1:2, 2:2, 0:0 0:1) | Финляндия | Ховет, (Стокгольм, Швеция) Зрителей: 7784 |

| Отчёт                                                                              | Отчёт                               | Отчёт | Отчёт                         | Отчёт                                |
| ---------------------------------------------------------------------------------- | ----------------------------------- | --- | ----------------------------- | ------------------------------------ |
|                                                                                    |                                     | |                               |                                      |
|                                                                                    | 00:00-65:00 Адам Рейдеборн          | Вратари | 00:00-65:00 Вейни Вехвиляйнен | Судьи: Евгений Ромасько Юрий Оскирко |
|                                                                                    | Голы:                               | |                               | Судьи: Евгений Ромасько Юрий Оскирко |
| 05:41 Эмиль Бемстрём 27:43 Исак Лундестрём 50:41 Юаким Нюгорд 54:52 Эмиль Бемстрём | 1:0 1:1 2:1 2:2 2:3 2:4 3:4 4:4 4:5 | 20:24 Юхани Тюрвяйнен 31:50 Нико Оямяки 42:44 Нико Оямяки 45:55 Ээмели Суоми (бол.) 65:00 Оливер Каски (Б) |                               | Судьи: Евгений Ромасько Юрий Оскирко |
|                                                                                    |                                     | |                               | Судьи: Евгений Ромасько Юрий Оскирко |
|                                                                                    |                                     | |                               | Судьи: Евгений Ромасько Юрий Оскирко |
|                                                                                    |                                     | |                               | Судьи: Евгений Ромасько Юрий Оскирко |
| 2 мин                                                                              | Штраф                               | 2 мин |                               | Судьи: Евгений Ромасько Юрий Оскирко |
|                                                                                    |                                     | |                               |                                      |
|                                                                                    | 21                                  | Броски | 20                            |                                      |

### Хоккейные игры Carlson
Игры этапа прошли с 1 по 5 мая 2019 года. Турнир прошёл в Чехии.

#### Турнирная таблица
| М | Сборная   | И | В | ВО | ПО | П | ШЗ | ШП | РШ | О |
| - | --------- | - | - | -- | -- | - | -- | -- | -- | - |
| 1 | Швеция    | 3 | 2 | 0  | 0  | 1 | 8  | 8  | 0  | 6 |
| 2 | Финляндия | 3 | 2 | 0  | 0  | 1 | 7  | 5  | +2 | 6 |
| 3 | Россия    | 3 | 1 | 0  | 0  | 2 | 9  | 10 | -1 | 3 |
| 4 | Чехия     | 3 | 1 | 0  | 0  | 2 | 6  | 7  | -1 | 3 |

Начало матчей указано по центральноевропейскому времени (UTC+1:00)

#### Матчи турнира
| 1 мая 2019 15:00 | Швеция | 6 : 4 (1:1, 3:1, 2:2) | Россия | «Глобен Арена», Стокгольм Зрителей: 13 447 |

| Отчёт | Отчёт                                   | Отчёт | Отчёт                                                    | Отчёт                                |
| --- | --------------------------------------- | --- | -------------------------------------------------------- | ------------------------------------ |
| |                                         | |                                                          |                                      |
| | Якоб Маркстрём — 00:00-60:00            | Вратари | 00:00-57:21 — Андрей Василевский 57:52-58:40 59:26-59:30 | Судьи: Ласси Хейккинен Ааро Бряннаре |
| | Голы:                                   | |                                                          | Судьи: Ласси Хейккинен Ааро Бряннаре |
| Юаким Нюгорд — 02:37 (Й. Братт) Луи Эрикссон (бол.) — 20:57 (А. Ландер, Э. Петтерссон) Маркус Крюгер — 23:04 (Л. Бенгтссон, Д. Расмуссен) Оскар Линдблом (бол.) — 38:17 (Й. Братт, Э. Петтерссон) Луи Эрикссон — 46:37 (А. Ландер, Э. Петтерссон) Марио Кемпе (п.в.) — 57:52 (Л. Эрикссон, А. Ландер) | 1:0 1:1 2:1 3:1 3:2 4:2 5:2 5:3 6:3 6:4 | Александр Елесин — 18:08 (Н. Гусев, Е. Малкин) Сергей Андронов — 30:54 (Н. Гусев, С. Плотников) Михаил Григоренко — 49:58 (Н. Нестеров, А. Анисимов) Никита Кучеров (бол.) — 59:26 (К. Капризов, М. Сергачёв) |                                                          | Судьи: Ласси Хейккинен Ааро Бряннаре |
| |                                         | |                                                          | Судьи: Ласси Хейккинен Ааро Бряннаре |
| |                                         | |                                                          | Судьи: Ласси Хейккинен Ааро Бряннаре |
| |                                         | |                                                          | Судьи: Ласси Хейккинен Ааро Бряннаре |
| 6 мин | Штраф                                   | 18 мин |                                                          | Судьи: Ласси Хейккинен Ааро Бряннаре |
| |                                         | |                                                          |                                      |
| | 38                                      | Броски | 23                                                       |                                      |

| 2 мая 2019 17:30 | Финляндия | 3 : 2 (1:0, 1:1, 1:1) | Чехия | «ДРФГ Арена», Брно |

| Отчёт | Отчёт                       | Отчёт                                                               | Отчёт                     | Отчёт                                     |
| --- | --------------------------- | ------------------------------------------------------------------- | ------------------------- | ----------------------------------------- |
| |                             |                                                                     |                           |                                           |
| | Юхо Олкинуора — 00:00-60:00 | Вратари                                                             | 00:00-58:07 — Якуб Коварж | Судьи: Константин Оленин Евгений Ромасько |
| | Голы:                       |                                                                     |                           | Судьи: Константин Оленин Евгений Ромасько |
| Сакари Маннинен — 19:45 (Х. Йокихарью) Тони Раяла — 33:04 (Н. Оямяки, М. Койвисто) Сакари Маннинен (п.в.) — 58:42 | 1:0 2:0 2:1 3:1 3:2         | Филип Гронек (бол.) — 39:33 (Я. Ворачек) Радко Гудас (бол.) — 59:33 |                           | Судьи: Константин Оленин Евгений Ромасько |
| |                             |                                                                     |                           | Судьи: Константин Оленин Евгений Ромасько |
| |                             |                                                                     |                           | Судьи: Константин Оленин Евгений Ромасько |
| |                             |                                                                     |                           | Судьи: Константин Оленин Евгений Ромасько |
| 20 мин | Штраф                       | 4 мин                                                               |                           | Судьи: Константин Оленин Евгений Ромасько |
| |                             |                                                                     |                           |                                           |
| | 21                          | Броски                                                              | 41                        |                                           |

| 4 мая 2019 14:00 | Россия | 1 : 3 (0:1, 0:1, 1:1) | Финляндия | «ДРФГ Арена», Брно |

| Отчёт                                          | Отчёт                            | Отчёт | Отчёт                        | Отчёт                                  |
| ---------------------------------------------- | -------------------------------- | --- | ---------------------------- | -------------------------------------- |
|                                                |                                  | |                              |                                        |
|                                                | Александр Георгиев — 00:00-58:50 | Вратари | 00:00-60:00 — Кевин Ланкинен | Судьи: Антонин Ержабек Владимир Пешина |
|                                                | Голы:                            | |                              | Судьи: Антонин Ержабек Владимир Пешина |
| Александр Овечкин (бол.) — 59:10 (Е. Кузнецов) | 0:1 0:2 0:3 1:3                  | Харри Песонен (бол.) — 05:05 Микко Лехтонен (бол.) — 30:27 (Т. Раяла, К. Какко) Оливер Каски (бол.) — 45:52 (С. Маннинен) |                              | Судьи: Антонин Ержабек Владимир Пешина |
|                                                |                                  | |                              | Судьи: Антонин Ержабек Владимир Пешина |
|                                                |                                  | |                              | Судьи: Антонин Ержабек Владимир Пешина |
|                                                |                                  | |                              | Судьи: Антонин Ержабек Владимир Пешина |
| 8 мин                                          | Штраф                            | 8 мин |                              | Судьи: Антонин Ержабек Владимир Пешина |
|                                                |                                  | |                              |                                        |
|                                                | 22                               | Броски | 29                           |                                        |

| 4 мая 2019 18:30 | Чехия | 3 : 0 (1:0, 0:0, 2:0) | Швеция | «ДРФГ Арена», Брно |

| Отчёт | Отчёт                         | Отчёт   | Отчёт                                                  | Отчёт                                     |
| --- | ----------------------------- | ------- | ------------------------------------------------------ | ----------------------------------------- |
| |                               |         |                                                        |                                           |
| | Патрик Бартошак — 00:00-60:00 | Вратари | 00:00-57:41 — Хенрик Лундквист 57:53-58:20 58:49-60:00 | Судьи: Константин Оленин Евгений Ромасько |
| | Голы:                         |         |                                                        | Судьи: Константин Оленин Евгений Ромасько |
| Дмитрий Яшкин — 07:04 (Д. Скленичка) Ондржей Палат (п.в.) — 57:73 Якуб Ворачек (п.в.) — 58:49 (Я. Рутта) | 1:0 2:0 3:0                   |         |                                                        | Судьи: Константин Оленин Евгений Ромасько |
| |                               |         |                                                        | Судьи: Константин Оленин Евгений Ромасько |
| |                               |         |                                                        | Судьи: Константин Оленин Евгений Ромасько |
| |                               |         |                                                        | Судьи: Константин Оленин Евгений Ромасько |
| 6 мин | Штраф                         | 8 мин   |                                                        | Судьи: Константин Оленин Евгений Ромасько |
| |                               |         |                                                        |                                           |
| |                               |         |                                                        |                                           |

| 5 мая 2019 14:00 | Швеция | 2 : 1 (2:1, 0:0, 0:0) | Финляндия | «ДРФГ Арена», Брно |

| Отчёт | Отчёт                                                 | Отчёт                                                       | Отчёт                        | Отчёт                              |
| --- | ----------------------------------------------------- | ----------------------------------------------------------- | ---------------------------- | ---------------------------------- |
| |                                                       |                                                             |                              |                                    |
| | Якоб Маркстрём — 00:00-39:23 Юнас Энрот — 39:23-60:00 | Вратари                                                     | 00:00-60:00 — Кевин Ланкинен | Судьи: Антонин Ержабек Павел Годек |
| | Голы:                                                 |                                                             |                              | Судьи: Антонин Ержабек Павел Годек |
| Деннис Расмуссен — 08:07 (М. Крюгер, А. Ведин) Элиас Линдхольм (бол.) — 12:24 (П. Хёрнквист, Э. Петтерссон) | 0:1 :1 2:1                                            | Вели-Матти Савинайнен (бол.) — 05:12 (К. Какко, А. Иломяки) |                              | Судьи: Антонин Ержабек Павел Годек |
| |                                                       |                                                             |                              | Судьи: Антонин Ержабек Павел Годек |
| |                                                       |                                                             |                              | Судьи: Антонин Ержабек Павел Годек |
| |                                                       |                                                             |                              | Судьи: Антонин Ержабек Павел Годек |
| 14 мин | Штраф                                                 | 14 мин                                                      |                              | Судьи: Антонин Ержабек Павел Годек |
| |                                                       |                                                             |                              |                                    |
| | 30                                                    | Броски                                                      | 32                           |                                    |

| 5 мая 2019 18:00 | Чехия | 1 : 4 (1:1, 0:2, 0:1) | Россия | «ДРФГ Арена», Брно |

| Отчёт             | Отчёт                                 | Отчёт | Отчёт                            | Отчёт                                      |
| ----------------- | ------------------------------------- | --- | -------------------------------- | ------------------------------------------ |
|                   |                                       | |                                  |                                            |
|                   | Якуб Коварж — 00:00-57:00 57:31-60:00 | Вратари | 00:00-60:00 — Андрей Василевский | Судьи: Андреас Харнебринг Кристоффер Хольм |
|                   | Голы:                                 | |                                  | Судьи: Андреас Харнебринг Кристоффер Хольм |
| Ян Коварж — 15:40 | 0:1 :1 1:2 1:3 1:4                    | Кирилл Капризов — 11:14 (А. Овечкин) Евгений Кузнецов — 27:53 (А. Анисимов) Дмитрий Орлов — 34:49 (Е. Кузнецов) Евгений Кузнецов (п.в.) — 57:31 (К. Капризов, А. Овечкин) |                                  | Судьи: Андреас Харнебринг Кристоффер Хольм |
|                   |                                       | |                                  | Судьи: Андреас Харнебринг Кристоффер Хольм |
|                   |                                       | |                                  | Судьи: Андреас Харнебринг Кристоффер Хольм |
|                   |                                       | |                                  | Судьи: Андреас Харнебринг Кристоффер Хольм |
| 2 мин             | Штраф                                 | 6 мин |                                  | Судьи: Андреас Харнебринг Кристоффер Хольм |
|                   |                                       | |                                  |                                            |
|                   |                                       | |                                  |                                            |

## Общая таблица
| М | Команда   | И  | В | ВО | ВБ | П | ПО | ПБ | ЗШ | ПШ | РШ  | О  | %О   |
| - | --------- | -- | - | -- | -- | - | -- | -- | -- | -- | --- | -- | ---- |
| 1 | Россия    | 12 | 6 | 0  | 2  | 4 | 0  | 0  | 41 | 27 | +14 | 22 | 61.1 |
| 2 | Финляндия | 12 | 5 | 0  | 1  | 4 | 0  | 2  | 27 | 29 | -2  | 19 | 52.8 |
| 3 | Швеция    | 12 | 5 | 0  | 0  | 5 | 0  | 2  | 29 | 37 | -8  | 17 | 47.2 |
| 4 | Чехия     | 12 | 4 | 0  | 1  | 7 | 0  | 0  | 30 | 34 | -4  | 14 | 38.9 |

Примечание: М-место, И-игры, В-выигрыши, ВО-выигрыши в овертайме, ВБ-выигрыши по буллитам, П-поражения, ПО-поражения в овертайме, ПБ-поражения по буллитам, ЗШ-забитые шайбы, ПШ-пропущенные шайбы, РШ-разница шайб, О-очки, %О-процент очков.

## Посещаемость матчей
| Место | Команда   | Игры | Суммарная посещаемость | Средняя посещаемость | Максимальная посещаемость                |
| ----- | --------- | ---- | ---------------------- | -------------------- | ---------------------------------------- |
| 1     | Финляндия | 9    | 138215                 | 15357                | 71831 ( Россия, Кубок Первого канала)    |
| 2     | Россия    | 9    | 130234                 | 14470                | 71831 ( Финляндия, Кубок Первого канала) |
| 3     | Швеция    | 9    | 77244                  | 8582                 | 12089 ( Финляндия, Кубок Карьяла)        |
| 4     | Чехия     | 9    | 62219                  | 6913                 | 12491 ( Россия, Кубок Первого канала)    |